# Stateless (televisieserie)
Stateless is een Australische televisiedramaserie, die op 1 maart 2020 bij de Australian Broadcasting Corporation (ABC) de televisiepremière beleefde en in België en Nederland onder meer via Netflix te zien is. De serie is gedeeltelijk geïnspireerd op het waargebeurde verhaal van Cornelia Rau, een Australisch staatsburger die onrechtmatig werd vastgehouden op grond van het verplichte detentieprogramma van de Australische regering.

## Synopsis
De serie draait om vier mensen in een immigratiedetentiecentrum in de Australische woestijn die vreemden voor elkaar zijn: een hostess van een luchtvaartmaatschappij die probeert te ontsnappen aan de greep waarin de cultus van een zelfhulpgroep haar houdt, een Afghaanse vluchteling en zijn gezin op de vlucht voor vervolging, een jonge Australische vader die een uitzichtloze baan opzegt om bewaker in het detentiecentrum te worden en een immigratiebureaucraat die verstrikt raakt in een nationaal schandaal. Wanneer hun levens elkaar kruisen, blijkt het soms moeilijk het gezond verstand te gebruiken, maar er ontstaan onverwacht diepgaande emotionele banden tussen deze mensen.

## Rolverdeling
- Yvonne Strahovski als Sofie Werner
- Asher Keddie als Claire Kowitz
- Fayssal Bazzi als Ameer
- Marta Dusseldorp als Margot
- Dominic West als Gordon
- Cate Blanchett als Pat
- Jai Courtney als Cam Sandford
- Soraya Heidari als Mina
- Rachel House als Harriet
- Kate Box als Janice
- Clarence Ryan als Sully
- Claude Jabbour als Farid
- Rose Riley als Sharee
- Helana Sawires als Rosna
- Darren Gilshenan als Brian Ashworth

## Afleveringen
| Aflevering | Titel                                |
| ---------- | ------------------------------------ |
| 1          | The Circumstances in Which They Come |
| 2          | Incognita                            |
| 3          | The Right Thing                      |
| 4          | Run Sofie Run                        |
| 5          | Panis Angelicus                      |
| 6          | The Seventh Circle                   |

## Première
Stateless ging in wereldpremière op het 70e Internationaal filmfestival van Berlijn, in de categorie Nieuwe Series; samen met Mystery Road Serie 2. De Australische televisiezender ABC zond de serie kort daarna in Australië uit. Netflix brengt de serie wereldwijd uit.